# آرتیوم دمیتریف
آرتیوم دمیتریف (استونیایی: Artjom Dmitrijev؛ زادهٔ ۱۴ نوامبر ۱۹۸۸) بازیکن فوتبال اهل استونی است.
از باشگاه‌هایی که در آن بازی کرده‌است می‌توان به باشگاه فوتبال تی‌وی‌ام‌کی، باشگاه فوتبال نومه کالیو، باشگاه فوتبال سیلامائه کالو، باشگاه فوتبال اینفونت، باشگاه فوتبال لوادیا تالین، باشگاه فوتبال رویال آنتورپ، و باشگاه فوتبال ناروا ترانس اشاره کرد.
وی همچنین در تیم‌های ملی فوتبال زیر ۲۱ سال استونی، زیر ۲۳ سال استونی، و استونی بازی کرده‌است.